# Čmelák humenní
Čmelák humenní (Bombus ruderatus Fabricius) je zástupce čeledi včelovitých. V České republice náleží mezi zákonem chráněné druhy.

## Rozmnožování
Patří do druhové skupiny pocket makers, tzn. že při stavbě díla jsou pod larvami budovány zvláštní voskové kapsičky. Dělnice do nich ukládají pyl a med. Larvy nejsou krmeny, ale samy takto nashromážděnou potravu odebírají.

## Popis
Zbarvením se podobá čmeláku zahradnímu, tedy černé tělo je na předohrudi a zadohrudi, stejně jako na prvním článku zadečku, přerušeno světle žlutou páskou. Konec zadečku je bílý. Páska na hrudi však není vykrojená ale rovná. Žluť je spíše okrová. Zbarvením se pohlaví od sebe neliší.
Srst je kratší, tělo matky spíše robustní 22 mm až 24 mm.
Hnízdí pod zemí a buduje početnou rodinu o několika stovkách jedinců. Vyhledává spíše teplejší oblasti.

## Výskyt
Výskyt na území Česka je poměrně vzácný.